# Vector Analysis
Vector Analysis est un manuel rédigé en anglais sur l'analyse vectorielle publié la première fois en 1901 par Edwin Bidwell Wilson. Son sous-titre est « A Text-book for the use of students of mathematics and physics, founded upon the lectures of J. Willard Gibbs Ph.D. LL.D. », que l'on peut traduire par : « Un manuel à l'intention des étudiants de mathématiques et de physique qui s'appuie sur les notes de cours de J. Willard Gibbs Ph.D. LL.D. » Ce manuel a normalisé de façon décisive le vocabulaire et les notations de l'algèbre linéaire en 3D pendant le XXe siècle. Il a été publié à nouveau en 1913, 1916, 1922, 1925, 1929, 1931 et 1943. En 1960, Dover Publications a publié et distribué à nouveau ce manuel. En 2011, il est librement accessible en ligne.

## Contenu
Le premier chapitre couvre les vecteurs en 3D dans l'espace euclidien, le concept de scalaires et le produit d'un scalaire avec un vecteur.
Le deuxième chapitre introduit le produit scalaire de deux vecteurs et le produit vectoriel . Ils sont étendus au produit mixte (parfois appelé produit triple) et au produit quadruple. Dans les pages 77 à 81 se trouve l'essentiel de la trigonométrie sphérique, un sujet revêtant une grande importance à l'époque, car lié à la navigation astronomique.
C'est dans le troisième chapitre que commence l'analyse vectorielle avec l'introduction de l'opérateur nabla.

## Genèse
Gibbs utilisait un document de 85 pages pour expliquer son système vectoriel alors qu'il enseignait à l'université Yale, il envoya une copie à Oliver Heaviside en 1888. En 1892, quand Heaviside décrivit son système vectoriel dans les Transactions of the Royal Society, il louangea le « petit livre » de Gibbs « qui mérite d'être bien connu », mais ajouta que ces notes étaient « trop denses pour une première introduction sur le sujet ».
À l'occasion du bicentenaire de l'université Yale, une série d'ouvrages furent publiés pour souligner l'importance de Yale dans la construction du savoir. Gibbs offrit Elementary Principles in Statistical Mechanics. Attentif à la demande de collègues pour des manuels innovants, l'éditeur de la série, le professeur Morris, voulut inclure un livre sur les vecteurs qui s'appuierait sur les notes de Gibbs, tout en les prolongeant. Gibbs, se concentrant sur son Statistical Mechanics, ne voulut pas le faire. Dans ces cas-là, l'université engage un étudiant de niveau maîtrise. L'un de ces étudiants était E. B. Wilson qui arrivait de l'université Harvard. C'est le doyen A. W. Phillips à Yale qui fut chargé de convaincre Wilson de donner le cours sur les vecteurs en se basant sur les notes de Gibbs (Wilson connaissait déjà les notes car il avait étudié les quaternions avec James Mills Peirce à Harvard). Gibbs apprit à mieux connaître Wilson alors qu'il donnait le cours. À la fin du semestre, Morris proposa le projet de rédaction à Wilson. Wilson devint donc l'« auteur » du manuel en ajoutant ses notes de cours, en créant des exercices, en consultant des collègues, y compris son père.